# Râul Valea Mare, Moldova
Râul Valea Mare sau Râul Moreni este un curs de apă, afluent al râului Moldova. 